# Wladimir Jurjewitsch Soimonow

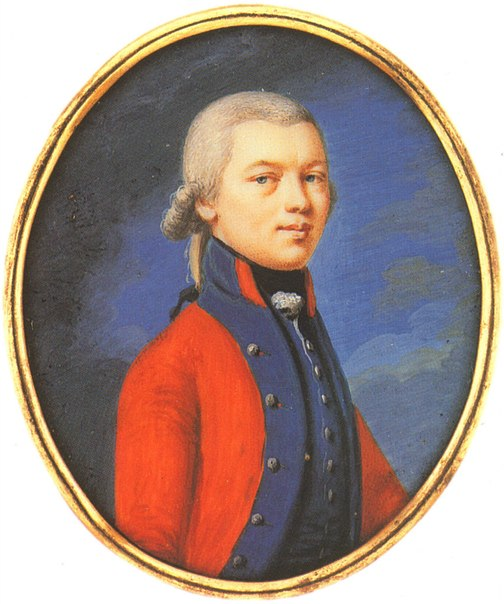
Wladimir Jurjewitsch Soimonow (in der Uniform des Bergkollegiums, 1796)

Wladimir Jurjewitsch Soimonow (russisch Владимир Юрьевич Соймонов; * 1772; † 8. Augustjul. / 20. August 1825greg. im Ujesd Podolsk, Gouvernement Moskau) war ein russischer Bergbauingenieur.

## Leben
Soimonow stammte aus der alten Adelsfamilie Soimonow. Sein Vater Juri Fjodorowitsch Soimonow (* 1733) war Staatsrat (5. Rangklasse). Der Großvater Fjodor Soimonow war Entdecker und Hydrograph. Der Onkel Michail Soimonow war Direktor des einem Bergbau-Ministerium entsprechenden Bergkollegiums.
Wie in dieser Zeit für Adlige üblich, wurde Soimonow bereits als Kind in die Kaiserlich Russische Armee aufgenommen und war Unteroffizier der Garde. Er absolvierte in St. Petersburg die Bergbauschule des Bergkadettenkorps und kam im Januar 1790 in das Nertschinsker Bergbataillon, das ihn sogleich zur weiteren Ausbildung nach Sachsen schickte. Er studierte in Freiberg an der Bergakademie bei Abraham Gottlob Werner. Zu seinen Freunden unter den Kommilitonen gehörte auch Alexander von Humboldt.
Nach der Rückkehr im November 1793 wurde Soimonow zum Oberhüttenverwalter (8. Bergrangklasse) befördert und in die Kolywano-Woskressenskije-Hüttenwerke im Altai geschickt, wo er das Hüttenwerk Barnaul verwaltete.
1797 wurde Soimonow nach St. Petersburg zurückberufen, zum Oberbergmeister befördert und dem Chefdirektor des Bergkollegiums zur Verfügung gestellt, der sein Onkel Michail Soimonow war. 1798 wurde Soimonow nach Werchoturje zu einer dort arbeitenden Prospektionsgruppe geschickt, mit der er eine Kupfererz-Lagerstätte entdeckte. Im Auftrag der kaiserlichen Güterverwaltung fand er im selben Jahr in den Gouvernements Tambow und Kostroma Alaune und Eisenerze. Im September 1800 wurde er zum Vizepräsidenten des Bergkollegiums ernannt.
Im November 1802 wechselte Soimonow ins Departement des Finanzministeriums, um bereits im Januar 1904 ins Bergamt zurückzukehren. Er wurde Mitglied des Kaiserlichen Kabinetts mit Ernennung zum Oberberghauptmann entsprechend einem Wirklichen Staatsrat (4. Rangklasse). Auf kaiserlichen Befehl wurde er nach Moskau geschickt, um die Dinge in der Rüstkammer des Moskauer Kremls zu inventarisieren.
Als 1806 die Bergbau-Verwaltung reformiert wurde, erhielt Soimonow die Ernennung zum Moskauer Berginspektor. Im Oktober desselben Jahres wurde er zum Geheimen Rat (3. Rangklasse) und zum Senator für das 7. Departement ernannt.
1822 wurde Soimonow nach Kasan geschickt, um mit den Befugnissen eines Generalgouverneurs die Ordnung im Gouvernement Kasan wiederherzustellen. Er entließ unfähige und korrupte Beamte, reorganisierte das Polizeiwesen und sanierte Verkehrswege, so dass sich die Situation im Gouvernement spürbar verbesserte.
Nachdem Lew Brusnizyn 1814 im Ural reiche Gold-Lagerstätten gefunden hatte, richtete Kaiser Alexander I. 1823 in Jekaterinburg eine provisorische Sonderbergkommission ein, zu deren Vorsitzenden er Soimonow berief. Im Mai 1823 kam Soimonow nach Jekaterinburg und schickte Friedrich von Völkner und andere Bergbauingenieure mit Prospektionsgruppen in alle Richtungen aus, so dass bis zu 100 neue Goldfelder entdeckt wurden. Er bemühte sich, private Unternehmer für die Goldgewinnung zu interessieren. Er verfasste Anweisungen für die Prospektionsgruppen und nach Auflösung der Sonderbergkommission einen Bericht über die Verbesserung des Bergbauwesens im Ural. Seine Vorschläge fanden jedoch aufgrund des Widerstands des Chefs des Bergbau-Departements Jewgraf Metschnikow kein Gehör. Nach der Reise Alexanders I. durch den Ural 1824 konnte Soimonow in St. Petersburg dem Kaiser persönlich seine Argumente und Vorschläge vortragen, denen der Kaiser zustimmte. Trotzdem kam die von Soimonow angestrebte allgemeine Reform des Bergbauwesens nicht zustande.
Im April 1825 wurde Soimonow zur Wiederherstellung seiner Gesundheit beurlaubt.
Soimonow war seit 1800 mit Jewdokija Alexandrowna Aljabjewa (1785–1849, Tochter des Geheimen Rats Alexander Wassiljewitsch Aljabjew und Schwester des Komponisten Alexander Alexandrowitsch Aljabjew) verheiratet und hatte eine Tochter Sofja (* 1803).
Soimonow starb am 20. August 1825.